# 手盗龙形态类
手盗龙形态类是一个虚骨龙类演化支，包括嗜鸟龙属，虚骨龙属，和手盗龙形类。这一演化支在2018年由古生物学家Andrea Cau创建，其定义为“包括安第斯神鹰但不包括君王暴龙的最大演化支。